# Fuerzas Armadas de Somalia
Las Fuerzas Armadas de Somalia hasta 1991 estuvieron formadas por cuatro ramas: Ejército, Armada, Fuerza aérea y Defensa antiaérea, y quedaron disueltas de facto en 1991, con el estallido de la Guerra civil somalí.

## Historia
El primer intento serio de reconstruir las Fuerzas Armadas Somalíes, fue un acuerdo entre el Gobierno Federal de Transición (GFT) y la Unión de Tribunales Islámicos de Somalia (UTI) del 5 de septiembre de 2006, pero dicho acuerdo no se concretó. Tras la derrota de la UTI (en diciembre de 2006) un acuerdo del gobierno estableció el desarme de las milicias y la entrada de algunos de sus miembros en el ejército nacional. El soldado somalí goza de prestigio social y todos los somalíes son considerados potenciales guerreros, excepto los miembros del clero islámico. 
En la Somalia italiana se crearon ocho batallones de infantería árabe-somalí y unidades irregulares con oficiales italianos, que servían como guardia fronteriza y policía tribal. Había también una unidad de artillería somalí y la gendarmería somalí, que en conjunto formaban el Cuerpo Real de Tropas Coloniales (1889-1941). En la Somalia británica se creó el Cuerpo de Camellos de Somalilandia. 
Con la independencia de Somalia, en 1960, se formaron las Fuerzas Armadas de Somalia, que contaban con un pequeño número de fuerzas equipadas con armamento ligero, y oficiales entrenados en el Reino Unido, Egipto y Italia.
El ejército entró en combate por primera vez en la Primera guerra etíope-somalí en 1964, en el conflicto con Etiopía en el Ogadén, cuando entró en combate en ayuda de la guerrilla del Ogadén, que contaba con unos 3000 hombres que se habían sublevado en 1963. Los combates duraron de enero a marzo de 1964. 
Después de 1964, recibió también asistencia de la Unión Soviética, y a partir de 1969, el ejército fue entrenado por consejeros soviéticos y cubanos, reforzándose con armamento cubano y soviético, y se formaron doce divisiones, cuatro brigadas de tanques, 45 brigadas de infantería mecanizada, cuatro brigadas de operaciones especiales, una brigada de misiles, tres brigadas de artillería, 30 batallones de campo y un batallón de defensa antiaérea. 
La Defensa Aérea se dividió en siete brigadas. Además de la Fuerza Aérea de Somalia, existía un pequeño cuerpo de Marina equipado con algunos barcos y misiles. 
La Fuerza de Policía Somalí estaba militarizada y era considerada como una parte de las Fuerzas Armadas de Somalia. 
En 2000, se formó el Gobierno Nacional de Transición (GNT) que contaba con poco control sobre el terreno, pero era reconocido por la comunidad internacional. El GNT, no logró crear un auténtico Ejército nacional, por la oposición del Consejo de Reconciliación y Restauración de Somalia y la existencia de muchas milicias rivales.
En 2001, fue formado un cuerpo llamado Ejército Nacional Somalí, en enero de 2002, fue nombrado comandante en jefe, el General Ismail Qasim Naji. En 2002, el Ejército nacional somalí estaba formado por 2000 soldados varones y 90 mujeres soldado. 
El sucesor del GNT, el Gobierno Federal de Transición, estableció sus propias fuerzas dependientes directamente del ministerio de Defensa, en coordinación con la Alianza de Jubalandia, las Fuerzas de Defensa de Puntlandia, el Ejército de Resistencia Rahanweyn, el estado de Galmudug, algunos señores de la guerra y jefes tribales.
Somalilandia es independiente de facto, pero que no ha sido reconocida de iure internacionalmente, aunque tiene su propio ejército. 
En marzo de 2005, el Consejo de Seguridad de las Naciones Unidas estableció un plan de entrenamiento con una misión llamada IGASOM, que debía actuar como una fuerza de paz, y poner fin a la guerra civil somalí, la IGASOM era la encargaba de llevar a cabo la misión, junto con las tropas de la Unión Africana. 
En julio de 2006, la Unión de Tribunales Islámicos de Somalia (UTI) mostró su oposición, ya que veía a la IGASOM como una operación de los occidentales contra el movimiento islámico. La fuerza AMISOM sustituyó a la IGASOM, la misión fue aprobada por la Unión Africana, el 14 de septiembre del 2006, y por el Consejo de Seguridad de la ONU el 6 de diciembre del 2006. 
Los etíopes crearon un cuerpo de soldados profesionales en 2007. Una unidad de soldados profesionales fue entrenada por los consejeros militares de Etiopía, y el GFT planeaba crear un ejército de 30 000 hombres entrenados por Italia. 
150 miembros de la UE entrenaron a los soldados somalíes, como parte de la misión de entrenamiento de la Unión Europea en Somalia (EUTM Somalia) y en agosto de 2011, los primeros 900 soldados somalíes se graduaron en la escuela de educación y entrenamiento militar de Bihanga, en Uganda.
En total, la misión de la Unión Europea, había entrenado a 3600 soldados somalíes, antes de suspender permanentemente todas sus actividades, en diciembre de 2013.

## Armamento

### Pistolas semiautomáticas
| Nombre                   | Fotografía               | Origen                   | Tipo                     | Munición                 | Fabricante               |
| Pistolas semiautomáticas | Pistolas semiautomáticas | Pistolas semiautomáticas | Pistolas semiautomáticas | Pistolas semiautomáticas | Pistolas semiautomáticas |
| ------------------------ | ------------------------ | ------------------------ | ------------------------ | ------------------------ | ------------------------ |
| Makarov PM               |                          | Rusia                    | Pistola semiautomática   | 9 × 18 mm Makarov        | Corporación Kalashnikov  |
| Tokarev TT-33            |                          | Rusia                    | Pistola semiautomática   | 7,62 × 25 mm Tokarev     | Tokarev                  |

### Subfusiles
| Nombre            | Fotografía | Origen      | Tipo       | Munición             | Fabricante                 |
| Subfusiles        | Subfusiles | Subfusiles  | Subfusiles | Subfusiles           | Subfusiles                 |
| ----------------- | ---------- | ----------- | ---------- | -------------------- | -------------------------- |
| Uzi               |            | Israel      | Subfusil   | 9 × 19 mm Parabellum | Israel Weapon Industries   |
| Subfusil Sterling |            | Reino Unido | Subfusil   | 9 × 19 mm Parabellum | Sterling Armaments Company |

### Fusiles
| Nombre                          | Fotografía              | Origen                  | Tipo                                             | Munición                | Fabricante              |
| Fusiles semiautomáticos         | Fusiles semiautomáticos | Fusiles semiautomáticos | Fusiles semiautomáticos                          | Fusiles semiautomáticos | Fusiles semiautomáticos |
| ------------------------------- | ----------------------- | ----------------------- | ------------------------------------------------ | ----------------------- | ----------------------- |
| SKS Simonov                     |                         | Rusia                   | Fusil semiautomáticoCarabina                     |                         |                         |
| Fusiles de asalto               |                         |                         |                                                  |                         |                         |
| AKM                             |                         | Rusia                   | Fusil de asalto                                  |                         |                         |
| AK-74                           |                         | Rusia                   | Fusil de asalto                                  |                         |                         |
| AK-74M                          |                         | Rusia                   | Fusil de asalto                                  |                         |                         |
| Vz. 58                          |                         | República Checa         | Fusil de asalto                                  |                         |                         |
| Pistol Mitralieră model 1965    |                         | Rumania                 | Fusil de asalto                                  |                         |                         |
| AK-63                           |                         | Hungría                 | Fusil de asalto                                  |                         |                         |
| Zastava M70                     |                         | Serbia                  | Fusil de asalto                                  |                         |                         |
| Tipo 56                         |                         | China                   | Fusil de asalto                                  |                         |                         |
| Carabina M4                     |                         | Estados Unidos          | Fusil de asaltoCarabina                          |                         |                         |
| Fusil M16                       |                         | Estados Unidos          | Fusil de asalto                                  |                         |                         |
| Fusiles de combate              |                         |                         |                                                  |                         |                         |
| Heckler & Koch G3               |                         | Alemania                | Fusil de combate                                 |                         |                         |
| MKE MPT                         |                         | Turquía                 | Fusil de combate                                 |                         |                         |
| Fusiles de francotirador        |                         |                         |                                                  |                         |                         |
| Fusil de francotirador Dragunov |                         | Rusia                   | Fusil de francotiradorFusil de tirador designado |                         |                         |

### Lanzagranadas
| Nombre                     | Fotografía    | Origen         | Tipo          | Munición         | Fabricante         |
| Lanzagranadas              | Lanzagranadas | Lanzagranadas  | Lanzagranadas | Lanzagranadas    | Lanzagranadas      |
| -------------------------- | ------------- | -------------- | ------------- | ---------------- | ------------------ |
| Escopeta lanzagranadas M79 |               | Estados Unidos | Lanzagranadas | Granada de 40 mm | Springfield Armory |

### Lanzagranadas automáticos
| Nombre                   | Fotografía               | Origen                   | Tipo                     | Munición                 | Fabricante                   |
| Lanzagranadas automático | Lanzagranadas automático | Lanzagranadas automático | Lanzagranadas automático | Lanzagranadas automático | Lanzagranadas automático     |
| ------------------------ | ------------------------ | ------------------------ | ------------------------ | ------------------------ | ---------------------------- |
| AGS-17                   |                          | Rusia                    | Lanzagranadas automático | Granada de 30 mm         | KBP Instrument Design Bureau |

### Ametralladoras
| Nombre                                  | Fotografía             | Origen                 | Tipo                               | Munición               | Fabricante             |
| Ametralladoras ligeras                  | Ametralladoras ligeras | Ametralladoras ligeras | Ametralladoras ligeras             | Ametralladoras ligeras | Ametralladoras ligeras |
| --------------------------------------- | ---------------------- | ---------------------- | ---------------------------------- | ---------------------- | ---------------------- |
| Ametralladora ligera Degtiariov (RP-46) |                        | Rusia                  | Ametralladora ligera               |                        |                        |
| Ametralladora ligera RPD                |                        | Rusia                  | Ametralladora ligera               |                        |                        |
| RPK                                     |                        | Rusia                  | Ametralladora ligera               |                        |                        |
| Ametralladoras de propósito general     |                        |                        |                                    |                        |                        |
| AAT-52                                  |                        | Francia                | Ametralladora de propósito general |                        |                        |
| Zastava M84                             |                        | Serbia                 | Ametralladora de propósito general |                        |                        |
| Ametralladora PK                        |                        | Rusia                  | Ametralladora de propósito general |                        |                        |
| Ametralladoras medias                   |                        |                        |                                    |                        |                        |
| Ametralladora Browning M1919            |                        | Estados Unidos         | Ametralladora media                |                        |                        |
| Goriunov SG-43 / SGM                    |                        | Rusia                  | Ametralladora media                |                        |                        |
| Ametralladoras pesadas                  |                        |                        |                                    |                        |                        |
| Browning M2                             |                        | Estados Unidos         | Ametralladora pesada               |                        |                        |
| DShK                                    |                        | Rusia                  | Ametralladora pesada               |                        |                        |
| Ametralladora pesada KPV                |                        | Rusia                  | Ametralladora pesada               |                        |                        |

### Granadas propulsadas por cohete
| Nombre                          | Fotografía                      | Origen                          | Tipo                            | Calibre                         | Fabricante                          |
| Granadas propulsadas por cohete | Granadas propulsadas por cohete | Granadas propulsadas por cohete | Granadas propulsadas por cohete | Granadas propulsadas por cohete | Granadas propulsadas por cohete     |
| ------------------------------- | ------------------------------- | ------------------------------- | ------------------------------- | ------------------------------- | ----------------------------------- |
| RPG-2                           |                                 | Rusia                           | Granada propulsada por cohete   | 40mm                            | Fábrica de ametralladoras de Kovrov |
| RPG-7                           |                                 | Rusia                           | Granada propulsada por cohete   | 40mm                            | Bazalt                              |

## Equipamiento

### Cascos
| Nombre            | Fotografía        | Origen            | Tipo              |
| Cascos de combate | Cascos de combate | Cascos de combate | Cascos de combate |
| ----------------- | ----------------- | ----------------- | ----------------- |
| Casco PASGT       |                   | Estados Unidos    | Casco de combate  |
| Casco FAST        |                   | Estados Unidos    | Casco de combate  |

### Camuflaje
| Nombre                      | Imagen            | Origen            | Tipo              |
| Camuflaje militar           | Camuflaje militar | Camuflaje militar | Camuflaje militar |
| --------------------------- | ----------------- | ----------------- | ----------------- |
| US Woodland                 |                   | Estados Unidos    | Bosque            |
| Desert Battle Dress Uniform |                   | Estados Unidos    | Desierto          |
| M2008                       |                   | Turquía           | BosqueDigital     |

## Vehículos

### Aeronaves
| Aeronave      | Fotografía | Origen  | Tipo     | Fabricante | Unidades |
| VANT          | VANT       | VANT    | VANT     | VANT       | VANT     |
| ------------- | ---------- | ------- | -------- | ---------- | -------- |
| Bayraktar TB2 |            | Turquía | UCAVMALE | Baykar     | 5        |

### Automóviles blindados
| Nombre                | Imagen                | Origen                | Tipo                  | Armamento principal          | Armamento secundario                      | Fabricante            |
| Automóviles blindados | Automóviles blindados | Automóviles blindados | Automóviles blindados | Automóviles blindados        | Automóviles blindados                     | Automóviles blindados |
| --------------------- | --------------------- | --------------------- | --------------------- | ---------------------------- | ----------------------------------------- | --------------------- |
| Panhard AML           |                       | Francia               | Automóvil blindado    | 1 cañón GIAT/Nexter de 90 mm | 1 ametralladora coaxial AAT-52 de 7.62 mm | Panhard               |

### Camiones militares
| Nombre             | Fotografía         | Origen             | Tipo               | Tracción                    | Fabricante         |
| Camiones militares | Camiones militares | Camiones militares | Camiones militares | Camiones militares          | Camiones militares |
| ------------------ | ------------------ | ------------------ | ------------------ | --------------------------- | ------------------ |
| M939               |                    | Estados Unidos     | Camión militar     | Tracción en las seis ruedas | AM General         |

### Embarcaciones
| Nombre       | Fotografía | Origen  | Tipo             | Fabricante    |
| ------------ | ---------- | ------- | ---------------- | ------------- |
| ONUK MRTP 16 |            | Turquía | Buque patrullero | Yonca Onuk JV |

### MRAP
| Nombre      | Fotografía | Origen    | Tipo | Fabricante       |
| MRAP        | MRAP       | MRAP      | MRAP | MRAP             |
| ----------- | ---------- | --------- | ---- | ---------------- |
| Casspir     |            | Sudáfrica | MRAP | Land Systems OMC |
| RG-31 Nyala |            | Sudáfrica | MRAP | Land Systems OMC |
| PUMA M26-15 |            | Sudáfrica | MRAP | OTT Technologies |
| BMC Kirpi   |            | Turquía   | MRAP | BMC Otomotiv     |

### Transportes blindados de personal
| Nombre                            | Fotografía                        | Origen                            | Tipo                              | Fabricante                        |
| Transportes blindados de personal | Transportes blindados de personal | Transportes blindados de personal | Transportes blindados de personal | Transportes blindados de personal |
| --------------------------------- | --------------------------------- | --------------------------------- | --------------------------------- | --------------------------------- |
| Saxon                             |                                   | Reino Unido                       | TBP                               | BAE Systems                       |
| Iveco VM 90                       |                                   | Italia                            | TBP                               | Iveco                             |
| BTR-70                            |                                   | Rusia                             | TBP                               |                                   |

### Vehículos utilitarios
| Nombre                | Fotografía            | Origen                | Tipo                          | Configuración automotriz                        | Fabricante            |
| Vehículos utilitarios | Vehículos utilitarios | Vehículos utilitarios | Vehículos utilitarios         | Vehículos utilitarios                           | Vehículos utilitarios |
| --------------------- | --------------------- | --------------------- | ----------------------------- | ----------------------------------------------- | --------------------- |
| Toyota 4Runner        |                       | Japón                 | Vehículo utilitario deportivo | Motor delantero y tracción en las cuatro ruedas | Toyota                |
| Toyota Land Cruiser   |                       | Japón                 | Vehículo todoterreno          | Motor delantero y tracción en las cuatro ruedas | Toyota                |
| Mitsubishi L200       |                       | Japón                 | Camioneta pickup              | Motor delantero y tracción en las cuatro ruedas | Mitsubishi Motors     |